# 二藍
二藍（ふたあい）とは、平安時代に愛好された紫系統の色であるが、着用者の年齢などによって色調が異なるため、赤紫から薄い青に近い青紫まで幅広い色合いをカバーしている。
二藍は、下のような色をしている。
|  |

## 用途
名前の由来からもわかるようにアイとベニバナの二種の染料を使っての重ね染めで得られる色で、高価な紫根染めに頼らない紫として男女を問わず愛好された。古くはベニバナによる染め色を赤花（現在あるアカハナとは別物）と称し、青花とも呼ばれたアイによる染め色と併称され、転じて青花を「青藍」、赤花を「赤藍」と呼ぶようになったことから、その重ね染めを「二藍」と称したのである（『装束集成』ほか）。
平安時代では主に夏の衣料に染められる色であったようだが限定的なものではなく、二色の配分を変えて広い年齢層に使用されていた。
『源氏物語』では、光源氏が将来の舅に挨拶に出かける息子の夕霧に対して「二藍もいいが、余り赤みが強いものは見くびられるだろう」と忠告し、自分用の縹色（はなだいろ）の着物を与える場面が登場する。（「藤裏葉」）
ここから、若向きの物ほど濃い赤紫に近く、年をとるにつれて薄い青色に近い色を身につけていたことが分かる。